# (33805) 1999 XQ36
1999 XQ36 (asteroide 33805) é um asteroide da cintura principal. Possui uma excentricidade de 0.09193820 e uma inclinação de 6.33695º.
Este asteroide foi descoberto no dia 7 de dezembro de 1999 por Charles W. Juels em Fountain Hills.